# Hamish MacDonald
Hamish Anderson MacDonald (Melbourne, 19 de agosto de 1974) es un atleta paralímpico australiano.

## Biografía
Nació el 19 de agosto de 1974 en Melbourne y vive en Canberra. Tiene parálisis cerebral. Sus logros y defensa lo han convertido en uno de los paralímpicos más respetados de Australia. 
MacDonald, el segundo de cuatro hermanos, creció en Melbourne. Su madre, Jeannie, una enfermera, se aseguró de que tuviera las mismas oportunidades en el deporte que sus hermanos. Mientras estaba en la escuela primaria, se le pidió que tomara un tren a la ciudad dos veces por semana para fisioterapia. No caminó sin soportes hasta los ocho años.
Ha declarado que varios maestros jugaron un papel fundamental en su interés en el deporte. En la escuela primaria, su profesor de educación física Gary Cole, un jugador de fútbol internacional de Australia, lo apoyó y entusiasmó. En 1986, su familia se mudó a Alice Springs y los maestros de educación física Shane Claridge y Michelle Parker, en la preparatoria Alice Springs, lo alentaron. Dijo: "Eran los mejores maestros; ciertamente me dieron un gran impulso y me ayudaron a fijar mi mirada en los deportes de pista y campo". Comenzó a levantar pesas y quería competir en este deporte en los Juegos Paralímpicos. Sin embargo, Parker lo alentó a dedicarse al atletismo y, en su último año en la escuela secundaria, fue seleccionado para los Juegos Paralímpicos de 1992.

## Carrera

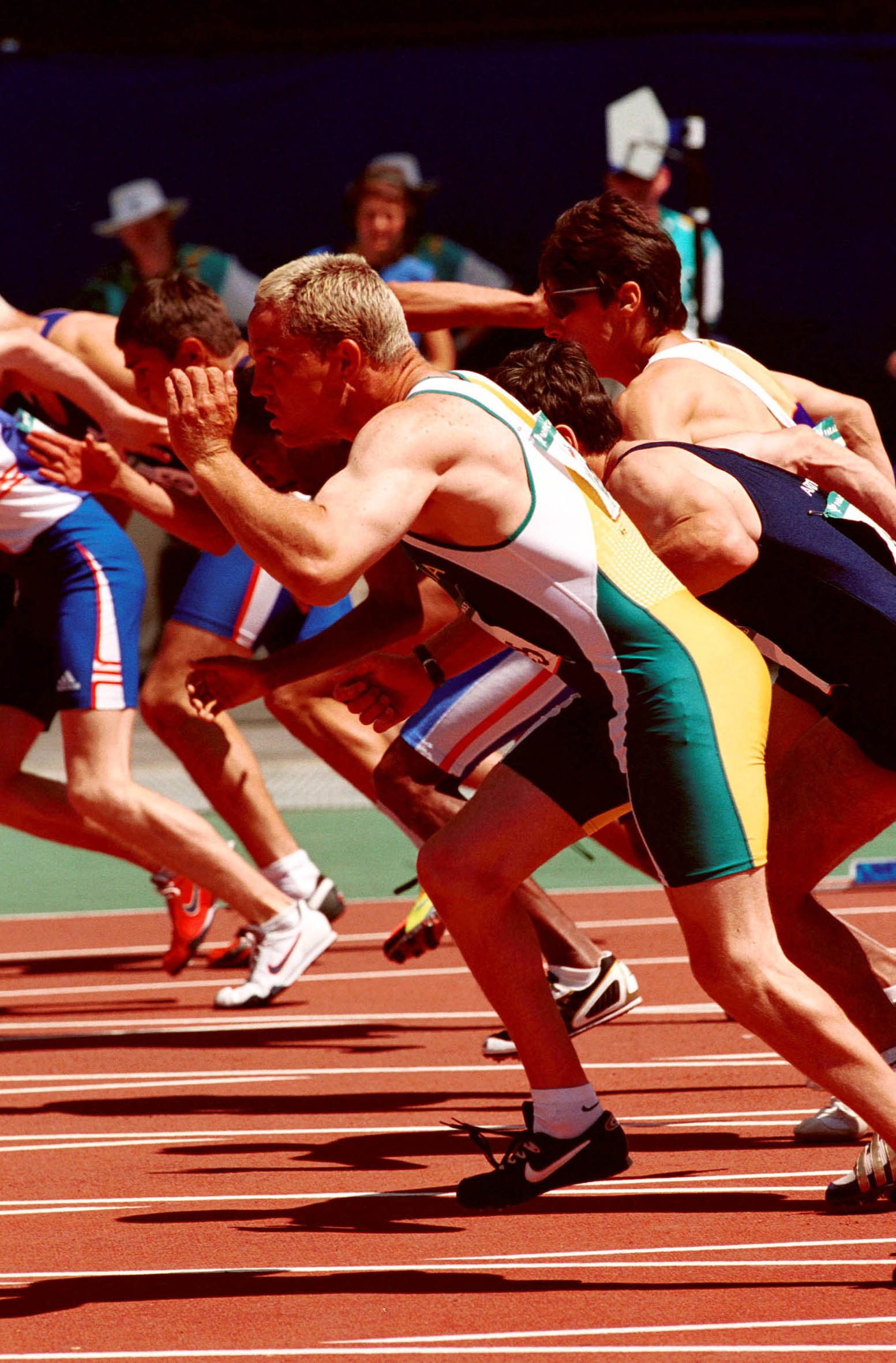
MacDonald (visto en primer plano, en verde y oro australiano) durante una competencia en los Juegos Paralímpicos de Verano 2000

Fue un lanzador de élite y compitió en los Juegos Paralímpicos de Barcelona 1992, Atlanta 1996, Sídney 2000, Atenas 2004, Pekín 2008 y Londres 2012.
En los Juegos de Barcelona de 1992, compitió en los 100 m C5 masculinos y 200 m C5-6 sin ganar ninguna medalla. En el período previo a estos juegos, la gente de Alice Springs recaudó $ 12,000 para que él compitiera. En 1994, aceptó una beca residencial del Instituto Australiano del Deporte (AIS) con una beca para discapacitados en Canberra. La mantuvo hasta 2009 y durante este período fue entrenado por Chris Nunn, Scott Goodman y Alison O'Riordan. Después de seis meses en el Instituto Australiano del Deporte, se le animó a cambiar a los eventos de lanzamiento debido al rápido aumento de los estándares en la carrera paralímpica y sus antecedentes de levantamiento de potencia. Su clasificación funcional le permitió lanzar desde una silla y posteriormente ganó una medalla de oro en Atlanta 1996 en el evento de lanzamiento de peso masculino F32-33, como un récord mundial. Fue galardonado con una Medalla de la Orden de Australia por este logro.
MacDonald enfrentó una difícil acumulación hasta los Juegos de Sídney 2000. Llegaba como el campeón defensor, pero no cumplía con los requisitos para ser clasificado como un atleta en lanzamiento de bala F56. Compitió en sus eventos menos preferidos, 100 m T35 masculino y lanzamiento de disco F34 masculino. La controversia destacó los problemas de clasificación de los atletas.
En los Juegos de Atenas 2004, ganó una medalla de plata en el evento de lanzamiento de bala F32-33. En los Juegos de 2008, acabó sexto en la competición de lanzamiento de bala F33/34/52 masculino. Su sexta y última participación fue en los Juegos de Londres 2012, terminando 11.º en lanzamiento de bala F34.
Compitió sucesivamentenen en cinco Campeonatos del Mundo de Atletismo del IPC de 1994 a 2011. En 1994, compitió en eventos T35 de 100 m, 200 m y 400 m. En 1998, ganó una medalla de bronce en el Shot Put F34 Masculino y compitió en eventos T35 de 100 m y 200 m Hubo controversia durante el lanzamiento de bala masculino, donde MacDonald se vio obligado a cambiar su técnica a mitad de competencia debido a la ignorancia de las reglas de un oficial. En 2002, ganó el oro en el Shot Put F34 masculino en un récord mundial (10.69m) y compitió en lanzamiento de disco masculino F33-34. En 2006, ganó el oro en el evento Men's Shot Put F34 y compitió en el evento de disco F33-34. En 2011, terminó sexto en el lanzamiento de bala masculino F34.
En 2005, fue reconocido por el AIS por estar becado durante diez años. También ha tenido una beca del Instituto del Deporte del Territorio del Norte.
Se retiró como atleta en enero de 2013. Jason Hellwig, CEO del Comité Paralímpico Australiano, hizo el siguiente comentario sobre su retiro: Conozco a Hamish desde hace mucho tiempo por mi participación en el atletismo y lo he visto desarrollarse como atleta y persona. Ha sido genial ver a un niño de Alice Springs llegar a las alturas del deporte internacional y luego contribuir de una manera tan significativa. MacDonald indicó que probablemente seguiría involucrado en el deporte paralímpico como entrenador.

## Entrenador
En 2015, estaba entrenando a Jayden Sawyer y Kath Proudfoot en Canberra. Fue seleccionado como entrenador de tiros para el equipo australiano que compite en el Campeonato Mundial de Atletismo IPC 2015.

## Reconocimientos
- Recibió una Medalla de la Orden de Australia[1] en 1997.
- En 2000, recibió una medalla deportiva australiana.[15]
- Fue el deportista del año del Territorio del Norte de 1996.[16]
- Fue nombrado Atleta Masculino con Discapacidad del Año por el Comité Paralímpico Australiano en 2003.[2]
- Fue galardonado con el Premio Dunlop 'Weary' Sir Edward 1999 por el Queen's Trust para jóvenes australianos.
- Fue el atleta más destacado del atletismo del Territorio de la Capital Australiana en 2005.[17] Fue el primer atleta con discapacidad en ganar este premio.
- Fue cocapitán de los equipos australianos en el Campeonato Mundial de Atletismo IPC de 1998 y en los Juegos Paralímpicos de Sídney 2000.[18]
- Miembro de la junta del Comité Paralímpico Australiano 2001–2002[12]
- Fue portador de la bandera australiana en la ceremonia de apertura del Campeonato Mundial de Atletismo IPC 2011.[19]

Junto a Branka Pupovac, Karni Liddell y Charmaine Dalli, fue uno de los dieciocho paralímpicos australianos fotografiados por Emma Hack para un calendario desnudo. Se afeitó el pecho para la fotografía y aparece desnudo de la cintura para arriba. 
En 2000, MacDonald y su colega paralímpica Julianne Adams se dirigieron a la Asamblea Legislativa de Nueva Gales del Sur, agradeciendo a la gente por su apoyo a los Juegos Paralímpicos de Sídney.